# Forte Parona
Forte Parona, originariamente chiamato Werk Erzherzog Albrecht, è una fortificazione posta a nord-ovest di Verona, parte del complesso sistema difensivo cittadino e più in particolare del secondo campo trincerato di pianura, messo in opera tra 1859 e 1866. La struttura fortificata fu realizzata tra 1859 e 1860 e i lavori furono diretti dall’Imperiale Regio Ufficio delle Fortificazioni di Verona. La struttura fu colpita da un bombardamento aereo alleato nel 1944, verso la fine della seconda guerra mondiale, che causò l'esplosione dei depositi di esplosivi ivi contenuti, riducendolo in completa rovina. Rimangono quindi solo i resti del terrapieno e del fossato, completamente invasi dalla vegetazione.
Il forte è intitolato all'arciduca Alberto, comandante di una divisione nella guerra del 1849, sotto la guida di Radetzky, e infine comandante dell'armata d'Italia durante la terza guerra di indipendenza.

## Descrizione
Forte Parona era un grande forte a tracciato poligonale misto, con ridotto centrale. All'inizio del 1859 il forte fu tracciato sul terreno e costruito in stile semipermanente; nel fossato, il terrapieno era quindi difeso da palizzate, mentre il ridotto circolare centrale era protetto da una copertura provvisoria, di travi lignee accostate e terra. Venne solo successivamente trasformato in opera permanente, con muri distaccati, caponiere e coperture casamattate.
Il forte era situato poco a monte del ponte ferroviario di Parona, quasi a contatto con la riva destra dell'Adige, e faceva sistema con il forte Chievo, a sud, anche se, per via della notevole distanza da quel corpo di piazza, venne realizzato come caposaldo autosufficiente. Forte Parona fu integrato nella linea più avanzata del secondo campo trincerato, divenendo il cardine settentrionale del sistema difensivo scaligero. Le sue artiglierie potevano battere l'intero giro d'orizzonte (pianura, fiume e colli) con la medesima potenza di fuoco, tuttavia la sua principale funzione era di presidiare il ponte della ferrovia proveniente da Bolzano, e di battere d'infilata e di fianco la ferrovia del Brennero al suo ingresso nello spazio della piazzaforte. Dominava pertanto la doppia grande ansa dell'Adige da Settimo di Pescantina a Chievo, che era un tratto favorevole al passaggio del fiume per imprese offensive condotte sulla riva sinistra: il nemico, anche se avesse superato l'Adige, era soggetto alle artiglierie del forte che battevano la riva opposta, i versanti collinari e la strada postale del Brennero, presa d'infilata e di rovescio su tutto il lungo rettilineo da Parona a porta San Giorgio.

Ciò che rimane del forte, colpito duramente dall'esplosione della polveriera durante la seconda guerra mondiale

La strada di accesso raggiungeva il forte sul fronte orientale, e sdoppiandosi si dirigeva verso due portali d'accesso, ai fianchi della caponiera. Transitati sui ponti levatoi, dal cortile di sicurezza fronteggiato da fuciliere, si accedeva alla poterna orientale, risalendo poi verso il piazzale interno. Il dispositivo di ingresso, combinato con la caponiera, è tra i più originali e studiati: la medesima poterna orientale svolgeva il duplice compito di comunicazione interna e di ingresso al forte.
Il grande ridotto casamattato, a pianta circolare, deriva dalla tipologia a torre cilindrica per artiglieria con cortile interno. In posizione perfettamente centrale nell'impianto del forte, il ridotto si eleva su un solo piano, con copertura terrapienata, in origine disposta per la difesa di fanteria. Il piano terra, oltre a contenere i ricoveri per la numerosa guarnigione, e varie attività di servizio, era predisposto per la difesa. La corona esterna settentrionale del ridotto era ordinata per le artiglierie in casamatta, mentre nella corona opposta era prevista solo la difesa dei fucilieri; due delle cannoniere battevano d'infilata le poterne opposte, sul diametro. Nel cortile del ridotto, a segmento di cerchio, era collocato al centro il pozzo per la riserva d'acqua, un secondo pozzo era all'interno del ridotto, e infine altri due pozzi erano accessibili negli angoli opposti del piazzale, in nicchie casamattate protette sotto il terrapieno.
Sul poligono d'impianto ottagonale, con scarpata esterna che scendeva fino al livello del fossato asciutto, era modellata l'opera principale da combattimento: il terrapieno, le traverse casamattate e le postazioni a cielo aperto per le artiglierie da fortezza. Due poterne con annesse polveriere, mettevano in comunicazione il piazzale interno del forte con il cammino di ronda lungo il muro, ordinato per fucileria, e con le quattro caponiere. Lungo il profilo esterno completavano l'opera la controscarpa a pendenza naturale, rivestita dal muro aderente solo in corrispondenza delle caponiere.

## Armamento
L'armamento della fortificazione consisteva in:
- 4 cannoni rigati da 12 cm a retrocarica
- 24 cannoni di diverso calibro ad anima liscia

Riserve di munizioni: 45 000 kg di polveri.

## Presidio di guerra
Il presidio in caso di guerra della fortificazione consisteva in:
- 450 fanti
- 70 artiglieri

Era inoltre possibile disporre un presidio di emergenza di 400 uomini.